# Сегель, Яков Александрович
Я́ков Алекса́ндрович Се́гель (10 марта 1923, Ростов-на-Дону, Донская область — 19 мая 1995, Москва) — советский киноактёр, кинорежиссёр, сценарист, прозаик, народный артист РСФСР (1980). Участник Великой Отечественной войны.

## Биография
Яков Сегель родился в Ростове-на-Дону в семье Александра Яковлевича Сегеля и Марии Ефимовны Кучеренко. С 1928 года семья Сегелей проживала в Москве. Мария Ефимовна в 1930—1940-е годы работала помощником режиссёра и ассистентом режиссёра на «Мосфильме».
Школьником Яков Сегель снялся в фильме «Дети капитана Гранта», исполнив роль Роберта Гранта.
В 1941 году окончил 172-ю московскую школу. В июле — октябре 1941 года работал на строительстве оборонительных рубежей между Смоленском и Москвой.
Во время Великой Отечественной войны в рядах РККА с 18 лет — с 18 ноября 1941 года. С ноября 1941 года по октябрь 1942 года учился в Высшем гидрометеорологическом институте в Ленинабаде, с октября 1942 года по май 1943 года — в Харьковском артиллерийском училище. Воевал в составе 345-го гвардейского стрелкового полка 105-й гвардейской стрелковой дивизии, командуя батареей 45-мм орудий. Гвардии лейтенант. Имел боевые награды:16.
Член КПСС с 1945 года.
В 1945—1948 годах учился в училище при Театре имени Моссовета, в 1953 году кончил режиссёрский факультет ВГИКа (мастерская С. Герасимова).
В 1954—1989 годах работал на киностудии им. М. Горького. В театре им. Моссовета поставил свою пьесу «Я всегда улыбаюсь».
Одним из лидеров советского проката в 1957 году стал снятый Сегелем совместно со Львом Кулиджановым фильм «Дом, в котором я живу» (1956). Пользовалась успехом у зрителей и картина «Прощайте, голуби» (1960), снятая Сегелем по собственному сценарию. Также по своему сценарию он снимал в частности фильм «Я вас дождусь» (1983), действие в котором происходит в годы войны.
В мастерской Я. А. Сегеля учились такие известные режиссёры, как Леонид Нечаев, Станислав Говорухин, Валерий Рубинчик, Борис Дуров.
Известен также литературной деятельностью (три книги для детей, несколько рассказов, пьеса).

Сегель — хороший, серьёзный рассказчик. Он обладает психологическим чутьём и описывает необычные ситуации в обычной жизни. Часто их основные мотивы — близость смерти, роковые встречи и расставания.— Лексикон русской литературы XX века = Lexikon der russischen Literatur ab 1917 / В. Казак ; [пер. с нем.]. — М. : РИК «Культура», 1996. — XVIII, 491, [1] с. — 5000 экз. — ISBN 5-8334-0019-8.. — С. 369.
Скончался 19 мая 1995 года на 73-м году жизни в Москве.

## Звания и награды
- Народный артист РСФСР (23 апреля 1980 года)
- Заслуженный деятель искусств РСФСР (26 ноября 1965 года)
- Орден Отечественной войны II степени (21 апреля 1945 года)
- Орден Отечественной войны I степени (6 апреля 1985 года)
- Медаль «За взятие Будапешта» (1945)
- Медаль «За оборону Москвы» (1946)
- Медаль «За победу над Германией в Великой Отечественной войне 1941—1945 гг.» (1946)

## Личная жизнь
- Первая жена — Айнель-Хаяб (Нелли) Лазаревна Молчадская (1924—2006), актриса Московского академического театра им. Моссовета.
- Вторая жена — Наталья Архангельская (род. 1937), актриса, народная артистка РФ (1999).
- Третья жена — Лилиана Алёшникова (1935—2008), актриса, заслуженная артистка РСФСР (1989).
  - сын — Александр Яковлевич Алёшников (р. 9 августа 1960 года), кинооператор.

## Фильмография

### Актёр
- 1936 — Дети капитана Гранта — Роберт Грант
- 1970 — Две улыбки

### Режиссёр
- 1954 — Переполох (совместно с Василием Ордынским)
- 1956 — Это начиналось так... (совместно с Львом Кулиджановым)
- 1957 — Дом, в котором я живу (совместно с Львом Кулиджановым)
- 1959 — Первый день мира
- 1960 — Прощайте, голуби
- 1962 — Течёт Волга
- 1966 — Серая болезнь
- 1967 — Разбудите Мухина!
- 1970 — Две улыбки
- 1973 — Капля в море
- 1979 — В одно прекрасное детство
- 1979 — Риск — благородное дело
- 1983 — Я вас дождусь
- 1984 — Инопланетянка
- 1986 — С неба на землю

### Сценарист
- 1955 — Секрет красоты
- 1956 — Это начиналось так...
- 1960 — Прощайте, голуби
- 1963 — Он жив
- 1967 — Разбудите Мухина!
- 1970 — Две улыбки
- 1973 — Капля в море
- 1979 — В одно прекрасное детство
- 1983 — Я вас дождусь
- 1984 — Инопланетянка
- 1986 — С неба на землю
- 1993 — Ералаш (выпуск № 100, серия «Не влезай — убьёт!»)

## Сочинения
- Рассказы и эссе, 1966 (Мастера советского кино)[5]
- Годы, 1969 (рассказ)
- Где-то бродят жирафы // «Искусство кино», 1970, № 5 (рассказ)
- Я всегда улыбаюсь // «Театр», 1975, № 2 (пьеса)
- В одно прекрасное детство, 1984
- Бессонница, 1988 (повесть)